# St. Ursula’s Church (Bern)

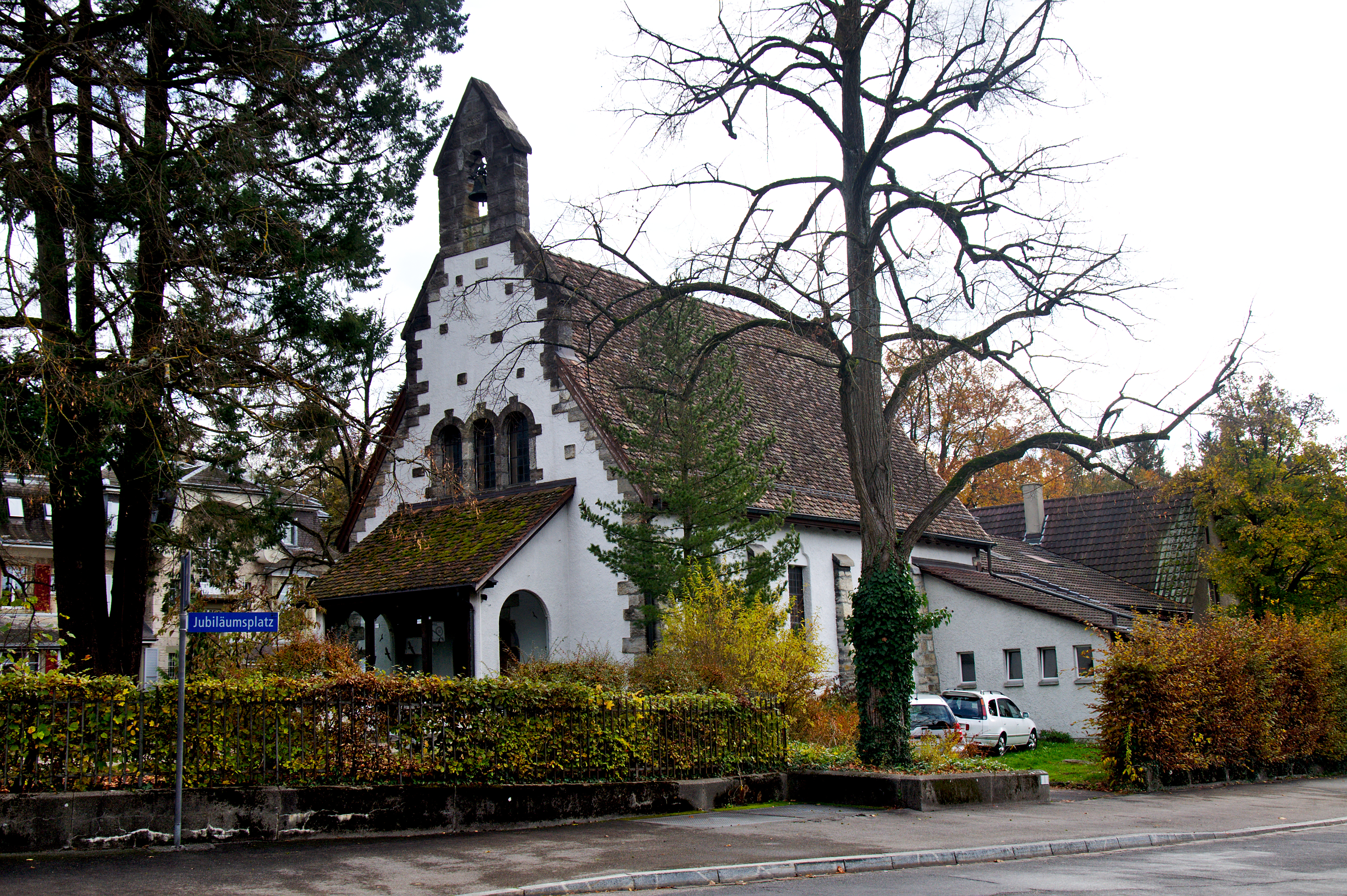
St. Ursula’s Church

Die St. Ursula’s Church ist ein anglikanisches Kirchengebäude am Jubiläumsplatz 2 im Kirchenfeldquartier von Bern. Die Gemeinde gehört zur Diözese in Europa der Church of England.
Seit 1846 waren gelegentlich anglikanische Gottesdienste in der Kapelle des Burgerspitals gefeiert worden. Die kleine, nach der Heiligen Ursula benannte Kirche, die etwa 100 Sitzplätze umfasst, wurde in wenigen Monaten nach Plänen von Eduard Rybi und Ernst Salchli im neugotischen Stil erbaut und nur zehn Tage nach der ebenfalls von Rybi entworfenen Synagoge Bern am 20. September 1906 eingeweiht. Anwesend waren Thomas Wilkinson, Bischof von Fulham, der schweizerische Bundespräsident Ludwig Forrer und Sir George Bonham, der britische Botschafter.
1960 wurden ein Gemeindesaal und ein Haus für den Pfarrer fertiggestellt. 1992 bis 1994 wurde der Gemeindesaal erweitert und die anderen Gebäude renoviert.